# زبان چوکی‌ای
زبان چوکی‌ای یا تروکی‌ای یکی از زبان‌های آسترونزیایی است که در ایالت چوک در جزایر کارولین، ایالات فدرال میکرونزی صحبت می‌شود. مردمی در ایالت پوناپی و گوآم نیز به این زبان سخن می‌گویند. نزدیک به ۴۵،۹۰۰ گویش‌ور برای این زبان براورد می‌شود.